# ヘルモーズ
ヘルモーズ（古ノルド語: Hermóðr 英語: Hermod）は北欧神話の神の一柱。「Hermóðr」とは、古ノルド語で「勇気-戦い」を意味する。
オーディンの息子であり、アース神族に属する。〈俊敏のヘルモーズ〉とも呼ばれる。

## ギュルヴィたぶらかし
ヘルモーズは『スノッリのエッダ』第一部『ギュルヴィたぶらかし』第49章に登場する。
ロキの奸計によって兄弟であるバルドルが命を落とした際、オーディンの命により8脚の神馬スレイプニルを駆って、冥府の女王ヘルの下に向かった。
ギョッル川にかかった橋ギャッラルブルーのところで番をしている巨人女性モーズグズから道を教えてもらい、ヘルの垣根を越え、館へ進んで、その広間で兄バルドルと再会した。
ヘルモーズは兄と一晩過ごし、翌朝、ヘルと会って兄の黄泉還りを願った。
ヘルは「全世界の者がバルドルのために泣くならば」と蘇生に条件をつける。
アースガルズへ戻る前にヘルモーズは、バルドルから父オーディンへの贈り物として、バルドルと一緒に焼かれたドラウプニルを渡された。
また、バルドルの妻ナンナからは、バルドルの母フリッグと、女神フッラへの贈り物を託された。
ヘルモーズから報告を受けたフリッグの頼みにより、あらゆる生物・無生物が彼の為に泣いた。しかし、ロキの変身した女巨人セック（ソック）だけが泣かなかったので、バルドルの復活はついにかなわなかった。